# Уффайм
Уффа́йм (фр. Uffheim) — коммуна на северо-востоке Франции в регионе Гранд-Эст (бывший Эльзас — Шампань — Арденны — Лотарингия), департамент Верхний Рейн, округ Мюлуз, кантон Брёнстат. До марта 2015 года коммуна административно входила в состав упразднённого кантона Сирентс (округ Мюлуз).
Площадь коммуны — 4,36 км², население — 859 человек (2006) с тенденцией к стабилизации: 865 человек (2012), плотность населения — 198,4 чел/км².

## Население
Численность населения коммуны в 2011 году составляла 873 человека, а в 2012 году — 865 человек.
| 1962 | 1968 | 1975 | 1982 | 1990 | 1999 | 2006 | 2007 | 2008 | 2011 | 2012 |
| ---- | ---- | ---- | ---- | ---- | ---- | ---- | ---- | ---- | ---- | ---- |
| 552  | 573  | 585  | 658  | 767  | 860  | 859  | 859  | 873  | 873  | 865  |

Динамика населения:

## Экономика
В 2010 году из 610 человек трудоспособного возраста (от 15 до 64 лет) 446 были экономически активными, 164 — неактивными (показатель активности 73,1 %, в 1999 году — 73,9 %). Из 446 активных трудоспособных жителей работали 418 человек (227 мужчин и 191 женщина), 28 числились безработными (12 мужчин и 16 женщин). Среди 164 трудоспособных неактивных граждан 36 были учениками либо студентами, 70 — пенсионерами, а ещё 58 — были неактивны в силу других причин.
На протяжении 2011 года в коммуне числилось 361 облагаемое налогом домохозяйство, в котором проживало 862 человека. При этом медиана доходов составила 33659 евро на одного налогоплательщика.

## Достопримечательности (фотогалерея)

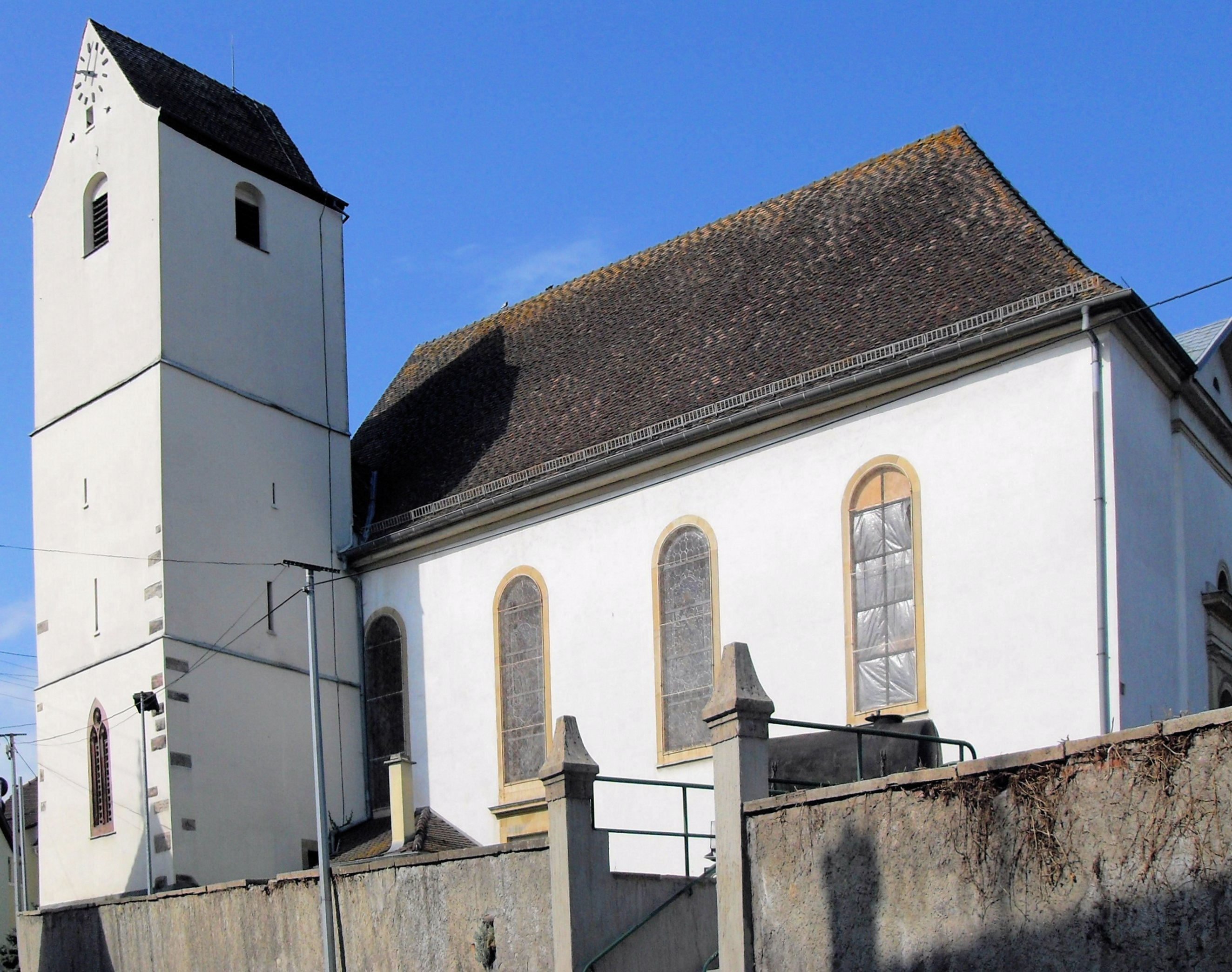
Церковь Сен-Мишель